# Samuel Alexander
Samuel Alexander (* 6. Januar 1859 in Sydney; † 13. September 1938 in Manchester) war ein in Australien geborener britischer Philosoph.

## Leben
Samuel Alexander wurde 1859 in der aufstrebenden australischen Metropole, Sydney, als drittes Kind des Sattlers Samuel Alexander und seiner Frau Eliza geb. Sloman geboren. Beide Eltern waren jüdischer Abstammung. Sein Vater starb noch vor seiner Geburt. 1863/64 zog Eliza Alexander mit ihren Kindern nach Melbourne.
Von 1866 bis 1871 erhielt Samuel Alexander Privatunterricht, danach kam er an das Wesley College. Zwei Jahre später, 1873, schrieb er sich im Fach Kunst an der Universität Melbourne ein, er hörte aber auch Vorlesungen in Mathematik, Naturwissenschaften und Naturphilosophie. 1877 ging er nach England, um am Balliol College in Oxford Mathematik und Philosophie zu studieren.
Seine erste bedeutende Veröffentlichung Moral Order and Progress (1889) basiert auf seiner mit Preisen ausgezeichneten Dissertation. Sie ermöglichte ihm 1893 einen Ruf an die Universität Manchester für einen Lehrstuhl in Philosophie. Dort lebte und arbeitete er bis zu seinem Ruhestand im Jahr 1924. Weitere bedeutende Veröffentlichungen in dieser Zeit sind das Werk Space, Time and Deity  (1920), das auf den von ihm gehaltenen Gifford Lectures (1916–1918) beruht, und eine Sammlung verschiedener Essays zur Ethik und Ästhetik mit dem Titel Beauty and the Other Forms of Value (1933). Samuel Alexander starb 1938 in Manchester, der Stadt, in der er den größten Teil seines Lebens verbracht hatte.
1913 wurde er zum Mitglied (Fellow) der British Academy gewählt.

## Philosophie
Samuel Alexanders Philosophie basiert auf einem ausgeprägten naturalistischen Ansatz. Er war beeindruckt von den wissenschaftlichen – insbesondere den naturwissenschaftlichen – Erkenntnisgewinnen seiner Zeit. Diese wurden für Alexander zum Ausgangspunkt, um auch für andere Bereiche eine kohärente und umfassende wissenschaftliche Systematik zu erarbeiten. Weiterhin beschäftigte er sich mit einem breiten Spektrum menschlicher Erfahrung und philosophischer Themengebiete. Er hinterließ neben Essays über Metaphysik und Wissenschaftstheorie auch Werke über Religion, Kunst und Ethik. Sein Hauptanliegen bestand dabei in der Entwicklung einer gemeinsamen Sprache und Methodik, um alle Bereiche menschlicher Erfahrung zu ordnen, in Beziehung zu setzen und so besser zu verstehen. Ziel der Philosophie ist für Alexander die Abbildung jedweder Erfahrung.
Häufig kommt dabei die Technik der Analogie zur Anwendung, mit deren Hilfe Alexander wissenschaftliche Erkenntnisse seiner Zeit aus den Bereichen der Physik und Biologie auch auf andere Ebenen der Existenz wie Moral und Kunst übertragen will.

### Entwicklung und Evolution
Eine wesentliche Annahme in Alexanders Philosophie ist die beständige Fortentwicklung zu immer höheren emergenten "Ebenen der Existenz". Die dem Menschen bekannten Schichten sind die Raum-Zeit, die physikalisch-chemische Materie, das Leben sowie der Geist. Jede Ebene enthält Eigenschaften (Qualitäten), die auf der jeweils tieferen Ebene nicht vorzufinden sind. Diese Theorie schließt auch mit ein, dass der Mensch mit seinem Geist und seinen Werten nicht der Endpunkt dieser Entwicklung ist. Die Welt darf deshalb nicht – wie in der Metaphysik seit Kant – vom Geist aus gedacht und dadurch begrenzt werden. Erst wenn man eine Hierarchie für diese Wertigkeiten einführt, wird die Welt durch den Gedanken der materialistischen Evolution „entmystifiziert“. Aber auch wenn menschliche Werte letztlich mithilfe der Bewegungen der Atome erklärt werden könnten, so sind sie selbst keine „Bewegungen der Atome“. In dem Bestreben, alle Formen der Erfahrung in seiner Philosophie gleichwertig abzubilden, lehnt Samuel Alexander einen Reduktionismus ab.

### Evolutionäre Emergenz
Alexander fasst alle Antriebe und Impulse, die zur Wissenschaft, zu Gott oder zur Kunst führen, als Drang zur Entwicklung zu einer höheren Stufe mit dem Begriff nisus zusammen. Dieser Drang ist jedem Wesen inhärent und lässt sich auch beschreiben als die Anziehung der höheren Stufe. Nisus wird so zum vereinigenden Konzept in Alexanders Metaphysik. In diesem Konzept der evolutionären Emergenz vereinigen sich somit Metaphysik und Ästhetik. So beruht nach Alexander auch das künstlerische Schaffen auf Instinkten. Andererseits ist die Ästhetik die menschliche Form der verschwenderischen Kreativität des Universums.

## Werke
Einzelausgaben
- The basis of realism. 1914.
- Locke. Thoemmes, Bristol 1993, ISBN 1-85506-181-3 (Nachdr. d. Ausg. London 1908).
- Spinoza and Time. Allan & Unwin, London 1921 (Arthur Davis Memorial Lecture; 4) (online)

Werkausgabe
- The collected works. Thoemmes, Bristol 2000, ISBN 1-85506-853-2 (5 Bde.)

1. Moral Order and Progress. An analysis of ethical conceptions. (Nachdr. d. Ausg. London 1889).
2. Space, Time, and Deity, Band 1. (Nachdr. d. Ausg. London 1920).
3. Space, Time and Deity, Band 2. (Nachdr. d. Ausg. London 1927).
4. Beauty and other forms of value. (Nachdr. d. Ausg. London 1933).
5. Philosophical and literary pieces. (Nachdr. d. Ausg. 1939).

Artikel
- The idea of value. Mind (N. S.) 1(1892), 31 – 55